# 第2回ボストン・オンライン映画批評家協会賞
第2回ボストン・オンライン映画批評家協会賞は2013年の映画を対象としており、2013年12月7日に発表された。

## 受賞一覧

### トップ10作品
- 『それでも夜は明ける』
  - 『インサイド・ルーウィン・デイヴィス 名もなき男の歌』
  - 『ウルフ・オブ・ウォールストリート』
  - 『ゼロ・グラビティ』
  - 『ビフォア・ミッドナイト』
  - The Spectacular Now 
  - 『アデル、ブルーは熱い色』
  - 『スプリング・ブレイカーズ』
  - 『ワールズ・エンド 酔っぱらいが世界を救う!』
  - 『フルートベール駅で』

### 監督賞
- スティーヴ・マックイーン - 『それでも夜は明ける』

### 主演男優賞
- キウェテル・イジョフォー - 『それでも夜は明ける』

### 主演女優賞
- ケイト・ブランシェット - 『ブルージャスミン』

### 助演男優賞
- ジャレッド・レト - 『ダラス・バイヤーズクラブ』

### 助演女優賞
- ルピタ・ニョンゴ - 『それでも夜は明ける』

### 脚本賞
- ジュリー・デルピー、イーサン・ホーク、リチャード・リンクレイター - 『ビフォア・ミッドナイト』

### 撮影賞
- ブリュノ・デルボネル - 『インサイド・ルーウィン・デイヴィス 名もなき男の歌』

### 編集賞
- ジョー・ウォーカー - 『それでも夜は明ける』

### 作曲賞
- ハンス・ジマー - 『それでも夜は明ける』

### アニメーション映画賞
- 『アナと雪の女王』
- 『風立ちぬ』

### 外国語映画賞
- 『アデル、ブルーは熱い色』（ フランス）

### ドキュメンタリー映画賞
- 『アクト・オブ・キリング』